# La Dame à cheval et le Lansquenet
La Dame à cheval et le Lansquenet est une gravure sur cuivre au burin datée vers 1497, de l'artiste de la Renaissance allemande Albrecht Dürer (1471-1528).

## Description
Cette scène courtoise montre un moment d'une grande délicatesse, celui de l'adieu entre une dame assise en amazone et un lansquenet à la tête découverte, peut-être en partance pour la guerre, sur l'épaule duquel elle pose une dernière fois sa main.

## Analyse
Les lignes fines et gracieuses sont servies par un burin assuré, ondulant au rythme des mouvements de la crinière du cheval ou des plis souples de la robe de la femme. Malgré les petites dimensions de cette image, l'artiste parvient à déployer un large paysage lacustre propre à transporter son spectateur.